# Genius (canção)
"Genius" é uma canção de LSD, um projeto colaborativo composto pelo músico inglês Labrinth, pela cantora australiana Sia e o DJ/produtor norte-americano Diplo. O seu lançamento ocorreu a 3 de maio de 2018, através da Columbia Records, sendo o single de estreia do grupo.

## Faixas e formatos
| Descarga digital |                                                        |         |  |
| N.º              | Título                                                 | Duração |  |
| 1.               | "Genius" (com a participação de Sia, Siplo e Labrinth) | 3:33    |  |

## Desempenho comercial

### Posições nas tabelas musicais
| Tabela musical (2018)                | Melhor posição |
| ------------------------------------ | -------------- |
| Alemanha - Single-Charts             | 79             |
| Áustria - Ö3 Austria Top 40          | 66             |
| Canadá - Canadian Hot 100            | 75             |
| Eslováquia - Singles Digitál Top 100 | 36             |
| Hungria - Single Top 40              | 10             |
| Israel - Media Forest                | 1              |
| Líbano - Lebanese Top 20             | 2              |
| Nova Zelândia - NZ Heatseekers       | 3              |
| Reino Unido - UK Singles Chart       | 72             |
| Chéquia - Singles Digitál Top 100    | 54             |
| Suécia - Sverigetopplistan           | 81             |
| Suíça - Schweizer Hitparade          | 84             |